# Quận Broward, Florida
Quận Broward là một quận thuộc tiểu bang Florida, Hoa Kỳ. Quận lỵ đóng ở Fort Lauderdale6. 
Dân số theo điều tra năm 2010 của Cục điều tra dân số Hoa Kỳ là 1.748.066 người, là quận đông dân thứ nhì ở tiểu bang Florida. Đây là quận đông dân thứ 18 trong các quận của Hoa Kỳ.

## Địa lý
Theo Cục điều tra dân số Hoa Kỳ, quận này có diện tích 3198 km2, trong đó có 296 km2 là diện tích mặt nước.

## Thông tin nhân khẩu
Theo điều tra dân số năm 2000, quận đã có dân số 1.623.018 người, 654.445 hộ gia đình, và 411.645 gia đình cư trú tại quận. Mật độ dân số là 1.346 người cho mỗi dặm vuông (520/km ²). Đã có 741.043 đơn vị nhà ở mật độ trung bình của 615 cho mỗi dặm vuông (237/km ²). Cơ cấu chủng tộc gồm 70,57% trắng (58% là không Tây Ban Nha), [10] 20,54% đen hoặc người Mỹ gốc Phi, 0,24% người Mỹ bản địa, 2,25% châu Á, Thái Bình Dương 0,06%, 3,00% từ các chủng tộc khác, và 3,35% từ hai hay nhiều chủng tộc. 16,74% dân số là người Tây Ban Nha hoặc La tinh của chủng tộc nào.
Liên quan đến tổ tiên, 9,4% là người Ý, Mỹ 7,4%, gốc Đức 6,8%, gốc Ailen 6,7%, và 4% gốc Anh theo điều tra dân số năm 2000. Hơn nữa, khoảng 5,0% là Jamaica và 4,0% Haiti một mình, do đó 10,6% đã dẫn chung Tây Ấn Độ.
Broward là quận duy nhất tại quốc gia bên ngoài vùng Đông Bắc, trong đó người Mỹ gốc Ý hình thành các nhóm sắc tộc lớn nhất trong năm 2000. Họ tập trung chủ yếu ở khu vực Pompano Beach.
410.387 cư dân của Broward County, chiếm 25,3 tổng dân số, được sinh ở nước ngoài (45% của công dân được người mà tịch), [11] trong đó có 60.241 trong số này được sinh ra ở Jamaica, Haiti 47.445, 32.572 ở Cuba, 12.776 ở Peru, 9189 tại Vương quốc Anh, và 9015 tại Cộng hòa Dominica.
Có 654.445 hộ gia đình trong đó 29,30% có trẻ em dưới 18 tuổi sống chung với họ, 46,1% các cặp vợ chồng đã kết hôn sống với nhau, 12,5% đã có một nữ chủ hộ không có mặt chồng, và 37,1% gia đình được không. 29,6% của tất cả các hộ gia đình được tạo thành từ các cá nhân và 12,4% đã có một người nào đó sống một mình 65 tuổi trở lên đã được người. Quy mô hộ gia đình trung bình là 2,45 và kích cỡ gia đình trung bình là 3,07.
Trong dân số quận đã được trải ra với 23,6% ở độ tuổi dưới 18, tăng 7,2% 18-24,% 31,4 25-44,% 21,7 45-64, và 16,1% từ 65 tuổi trở lên đã được người. Độ tuổi trung bình là 38 năm. Đối với mỗi 100 nữ có 93,3 nam giới. Đối với mỗi độ tuổi phụ nữ và hơn 100 18, đã có 89,8 nam giới.
Thu nhập trung bình của một hộ gia đình trong quận đạt 41.691 đô la Mỹ, và thu nhập trung bình cho một gia đình là 50.531 đô la Mỹ. Nam giới có thu nhập trung bình 36.741 $ so với mức 28.529 USD của phái nữ. Thu nhập bình quân đầu người cho quận là 23.170 $. Khoảng 8,7% của các gia đình và 11,5% dân số được dưới mức nghèo khổ, trong đó có 15,3% những người dưới 18 tuổi và 10,0% của những người 65 tuổi hoặc hơn.
Tại thời điểm năm 2000, 71,27% của tất cả các cư dân nói tiếng Anh như ngôn ngữ đầu tiên của họ, trong khi 16,33% nói tiếng Tây Ban Nha, tiếng Pháp Creole 3,51% Creole, có 1,77% nói tiếng Pháp, tiếng Bồ Đào Nha 1,13%, 0,89% tiếng Ý, và 0,56% dân số nói tiếng Đức như ngôn ngữ mẹ của họ. Tổng cộng, 28,72% dân số nói ngôn ngữ khác ngoài tiếng Anh ở nhà.